# کوروش بزرگ: پادشاه باستانی ایران
کوروش بزرگ: پادشاه باستانی ایران (به انگلیسی: Cyrus the Great: An Ancient Iranian King) کتابی به ویراستاری تورج دریایی است که هر فصل آن توسط یک پژوهشگر نوشته شده و شامل هفت فصل (مقاله) دربارهٔ کوروش بزرگ، پادشاه هخامنشی است. پنج مقالهٔ آغازین این کتاب به بررسی جنبه‌های گوناگون زندگی کوروش و پایتختش پاسارگاد می‌پردازند و دو فصل پایانی نیز به ترجمه‌های انگلیسی و فارسی استوانهٔ کوروش اختصاص یافته است. این کتاب که در سال ۲۰۱۳ میلادی توسط انتشارات افشار در ایالات متحده امریکا منتشر شده بود، در سال ۱۳۹۲ توسط آذردُخت جلیلیان به فارسی ترجمه شد و انتشارات توس آن را منتشر کرد.
تورج دریایی در مصاحبه با جهانشاه جاوید، در مورد علاقهٔ ایرانی‌ها به دنیای باستان گفت: «در صد سال گذشته تاریخ ما سیاست‌زده شده است. هر گاه دولت طرفدار تاریخ باستان بوده، مردم بیشتر به سوی تاریخ اسلام گرویده و هرگاه دولت اسلامی شده، مردم به عکس آن روی آورده‌اند. این موضوع به خصوص در مورد کوروش صدق می‌کند. در حقیقت، افراد تاریخی ما تبدیل به بازیچهٔ سیاسی می‌شوند که بی‌معنی است و کاری را هم از پیش نمی‌برد. این نوع برخورد به ندرت در دیگر کشورها به چشم می‌خورد. امیدوارم این توجه به کوروش نیز باعث شود که جوانان تاریخ گذشتهٔ خود و به خصوص کورش کبیر را نیز مطالعه کنند. ما امروزه می‌توانیم به عنوان ایرانی از یک ایرانی باستانی چیزهایی از قبیل آزادی ادیان و نوع زندگی را یاد بگیریم. این موضوع برای جوانان باید اهمیت داشته باشد.»
این کتاب، شرحی خواندنی و جذاب و در عین حال علمی از کوروش بزرگ را به خوانندگان غیرمتخصص ارائه می‌دهد و در واقع، خواننده در کمتر از ۱۰۰ صفحه با زندگی کوروش آشنا می‌شود. احاطه و اشراف نویسندگان به موضوع مقالات، باعث شده تا تحلیل‌هایی دقیق و آگاهانه ارائه شود و به گفته لوید لولین جونز، استاد دانشگاه ادینبرو، «کوروش بزرگ، توسط تورج دریایی و گروه او به خوبی معرفی شده است».

## فصل‌های کتاب
نخستین فصل این کتاب عنوان «کوروش بزرگ» را بر خود دارد که توسط پیر بریان، استاد تاریخ و تمدن دوران هخامنشی در کلژ دو فرانس نوشته شده است. وی با تکیه بر اسناد و مدارک باستانی به این موضوع می‌پردازد که کوروش چگونه توانست از ایالت پارس، نخستین شاهنشاهی بزرگ باستان را پدید آورد.
«مذهب کوروش بزرگ» نوشتهٔ تورج دریایی، استاد دانشگاه کالیفرنیا، ارواین دومین فصل این کتاب را تشکیل می‌دهد. وی در این فصل به بردباری مذهبی کوروش و آزادی‌های او به پیروان ادیان و مذاهب دیگر پرداخته و همچنین به مسئلهٔ جالب‌تر خاستگاه باورهای مذهبی وی توجه کرده است. به گفتهٔ دریایی، در این آیین اسب اهمیت دارد و قربانی کردن اسب، راهی برای نشان دادن دین‌داری است. تورج دریایی با مطالعهٔ نوشته‌های مورخان یونانی و یافته‌های باستان‌شناسی در آرامگاه کوروش، می‌نویسد کوروش و مذهب او رابطه نزدیکی با ایرانیان و هندیان باستان داشت. اهمیت این مقاله مخالفت آن با برخی محققان است که گفته‌اند کوروش از سنت ایرانی بر نخواسته است.
علی موسوی، موزه‌دار بخش ایران باستان و شرق نزدیک در موزهٔ هنر لس آنجلس، مقالهٔ «سفر به پاسارگاد» را نگاشته است که در واقع تاریخ مختصر پاسارگاد از سقوط هخامنشیان تا اوایل سده بیستم میلادی است. وی در این فصل، با تکیه بر سفرنامه‌ها به بررسی پاسارگاد، پایتخت کوروش، در زمان‌های بعدی می‌پردازد و نشان می‌دهد در دوره‌هایی که پاسارگاد فراموش شده بود، مردم هنوز به آن احترام می‌گذاشتند و برای آن ارزش قائل بودند.
«قالب، زبان و محتوای استوانه کوروش»، چهارمین فصل این کتاب را تشکیل می‌دهد که توسط ماتیو ولفگانگ استولپر، استاد موسسه شرق‌شناسی دانشگاه شیکاگو نگاشته شده است. وی در این فصل، استوانهٔ کوروش را با توجه به محتوا، اهداف و مضمون آن و نیز همانندی‌ها و تفاوت‌های آن با دیگر استوانه‌های میان‌رودان مورد بررسی قرار داده است.
دیوید استروناخ استاد بازنشستهٔ دانشگاه کالیفرنیا، برکلی فصل «کوروش و پاسارگاد» را نوشته که در این مقاله علاوه بر پیشینهٔ کاوش‌های انجام‌شده در آنجا، به بررسی کاخ‌ها و دیگر آثار پاسارگاد می‌پردازد.
دو فصل پایانی نیز حاوی ترجمهٔ تازهٔ انگلیسی استوانهٔ کوروش از اروینگ فینکل، موزه‌دار موزهٔ بریتانیا و متخصص کتیبه‌های میخی سفالی بین‌النهرین باستان و ترجمهٔ فارسی از شاهرخ رزمجو، موزه‌دار بخش ایران باستان در موزهٔ بریتانیا و استاد دانشگاه تهران است.